# The Boys (album Girls' Generation)
The Boys è il terzo album in studio in lingua  coreana (il quarto complessivo) del gruppo musicale sudcoreano Girls' Generation, pubblicato il 19 ottobre 2011 dalle etichette SM Entertainment, Interscope Records e Polydor Records. È stato prodotto da Lee Soo Man, Yoo Young-jin, Kenzie, Thomas Troelson e dal famoso produttore degli anni '90, Teddy Riley. Inoltre, l'album verrà pubblicato anche negli Stati Uniti attraverso la Interscope Records. Nell'album è contenuta anche la prima esperienza di scrittura di Sooyoung, la traccia How Great Is Your Love.
In occasione della promozione dell'album internazionalmente, le Girls' Generation hanno anche firmato un contratto con la Polydor France.
Il 27 novembre è stato confermato che un re-release dell'album, intitolato Mr. Taxi, verrà pubblicato l'8 dicembre. Rispetto all'edizione originale è stata aggiunta la canzone The Boys in lingua inglese.
L'album è stato distribuito digitalmente nel 2012 in tutto il mondo dalla Interscope con una tracklist più estesa rispetto all'originale.

## Singoli
- The Boys : è il primo singolo estratto dall'album. È stato pubblicato il 18 ottobre 2011[9] via iTunes e a novembre 2011 una maxi-single verrà pubblicato negli Stati Uniti[4]; è disponibile sia in lingua inglese che coreana. È stato scritto composto e arrangiato da Teddy Riley.[10]
- Mr. Taxi : è il secondo singolo estratto, uscito nell'aprile del 2011 come terzo singolo giapponese e successivamente estratto come secondo singolo da "The Boys" nella sua versione coreana, per promuoverlo è stata distribuita una Versione B dell'album intitolata appunto "Mr. Taxi".

## Tracce

### Versione A:The Boys
1. The Boys – 3:46
2. Telepathy (텔레파시) – 3:43
3. Say Yes – 3:44
4. Trick – 3:13
5. How Great Is Your Love (봄날 Springtime) – 3:52
6. My J – 3:51
7. Oscar – 3:21
8. Top Secret – 2:57
9. Lazy Girl (Dolce far niente) – 3:03
10. Sunflower (제자리걸음 Walking on the spot) – 3:48
11. Vitamin (비타민) – 3:07
12. Mr. Taxi (Korean Ver.) – 3:32

### Versione B:Mr. Taxi(repackage)
1. Mr. Taxi (Korean Ver.) – 3:32
2. The Boys – 3:46
3. Telepathy (텔레파시) – 3:43
4. Say Yes – 3:44
5. Trick – 3:13
6. How Great Is Your Love (봄날 Springtime) – 3:52
7. My J – 3:51
8. Oscar – 3:21
9. Top Secret – 2:57
10. Lazy Girl (Dolce far niente) (제자리걸음 Walking on the spot) – 3:03
11. Sunflower – 3:48
12. Vitamin (비타민) – 3:07
13. The Boys (English ver.) – 3:47

### Versione C: International Edition
1. The Boys (English ver.) – 3:47
2. Telepathy (텔레파시) – 3:43
3. Say Yes – 3:44
4. Trick – 3:13
5. How Great Is Your Love (봄날 Springtime) – 3:52
6. My J – 3:51
7. Oscar – 3:21
8. Top Secret – 2:57
9. Lazy Girl (Dolce far niente) – 3:03
10. Sunflower (제자리걸음 Walking on the spot) – 3:48
11. Vitamin (비타민) – 3:07
12. Mr. Taxi (Korean Ver.) – 3:32
13. The Boys (Korean ver.) – 3:47
14. The Boys (feat. Snoop Dogg) (Clinton Sparks & Disco Fries Remix) – 4:16
15. The Boys *Bring Dem Boys* (feat. Suzi) – 3:36
16. The Boys *Bring The Boys Out* (David Anthony Remix) – 4:24
17. The Boys *Bring The Boys* (Teddy Riley Remix) – 4:01

## Classifiche

### Classifiche settimanali
| Classifica (2011) | Posizione massima |
| ----------------- | ----------------- |
| Corea del Sud     | 1                 |
| Francia           | 130               |
| Spagna            | 64                |

### Classifiche di fine anno
| Classifica (2011) | Posizione |
| ----------------- | --------- |
| Corea del Sud     | 1         |
| Classifica (2012) | Posizione |
| Corea del Sud     | 33        |

## Critica
| Recensione | Giudizio |
| ---------- | -------- |
| AllMusic   |          |
| IZM        |          |

## Date di pubblicazione
| Paese         | Data di pubblicazione | Formato/i             | Edizione                     | Etichetta        |
| ------------- | --------------------- | --------------------- | ---------------------------- | ---------------- |
| Corea del Sud | 19 ottobre 2011       | CD, download digitale | ”The Boys”                   | SM Entertainment |
| Corea del Sud | 13 dicembre 2011      | CD, download digitale | ”Mr. Taxi”                   | SM Entertainment |
| Giappone      | 5 novembre 2011       | CD                    | ”The Boys”                   | Nayutawave       |
| Taiwan        | 24 novembre 2011      | CD                    | ”The Boys”                   | Universal Music  |
| Taiwan        | 20 gennaio 2012       | CD                    | ”Mr. Taxi”                   | Universal Music  |
| Spagna        | 12 gennaio 2012       | CD, download digitale | ”The Boys (Special Edition)” | Universal Music  |
| Stati Uniti   | 27 gennaio 2012       | CD, download digitale | ”The Boys (Special Edition)” | Interscope       |
| Filippine     | 28 gennaio 2012       | CD                    | ”The Boys + Mr. Taxi”        | MCA Music        |
| Francia       | 13 febbraio 2012      | CD, download digitale | ”The Boys (Special Edition)” | Polydor          |